# Willem V van Kleef
Willem V (Düsseldorf, 28 juli 1516 – aldaar, 5 januari 1592) was hertog van Kleef, Gulik en Berg, graaf van Mark, heer van Ravenstein (1533-1592), Ravensberg (1539-1592) en hertog van Gelre (1539-1543). Hij werd de Rijke genoemd.
Willem was humanist in de geest van Erasmus en bood bescherming aan humanisten zoals de theoloog en advocaat Konrad Heresbach, de arts Jan Wier, de cartograaf Gerard Mercator en de geleerde Stephanus Pighius.

## Huwelijkspolitiek
Als enige zoon van hertog Johan III van Kleef volgde hij zijn vader op bij diens dood op 6 ( of 7 februari) 1539. Om zijn heerschappij zeker te stellen trouwde hij in 1541 met Johanna van Albret, een nicht van de Franse koning. Zijn zus Anna van Kleef huwelijkte hij uit aan de Engelse koning Hendrik VIII. Van 1539 tot 1543 regeerde hij over het naastgelegen Gelre. Na het Verdrag van Venlo van 1543 stond hij het - inclusief het graafschap Zutphen - af aan keizer Karel V. Gelre werd een van de Zeventien Provinciën en tevens annuleerde hij zijn huwelijk met Johanna van Albret.

## Kinderen
Willem trouwde op 18 juli 1546 in Regensburg met de vijftienjarige Maria van Oostenrijk, dochter van keizer Ferdinand I.
Zij kregen de volgende kinderen:
- Maria Eleonora (Kleef, 16 juni 1550 – Koningsbergen, 1 juni 1608), huwde op 14 oktober 1573 in Koningsbergen met Albrecht Frederik van Pruisen (Neuhausen, 29 april 1553 – Fischhausen, 28 augustus 1618)
- Anna (Kleef, 1 maart 1552 – Höchstädt an der Donau, 6 oktober 1632), huwde op 27 september 1574 in Neuburg met Filips Lodewijk van Palts-Neuburg (Zweibrücken, 2 oktober 1547 – Neuburg, 22 augustus 1614) en werd de moeder van Wolfgang Willem van Palts-Neuburg
- Magdalena (Kleef, 2 november 1553 – Meisenheim, 30 juli 1633), huwde op 4 oktober 1579 in Bad Bergzabern met Johan I van Palts-Zweibrücken (Meisenheim, 18 mei 1550 – Germersheim, 12 augustus 1604)
- Karel Frederik (1555 – Rome, 1575)
- Elisabeth (1556 – 1561)
- Sibylle (26 augustus 1557 – 16 december 1627), huwde op 4 maart 1601 met aartshertog Karel van Oostenrijk (22 november 1560 – 31 oktober 1618), vorst van Burgau
- Johan Willem (1562-1609)

## Na zijn dood
In 1592 werd Willem V van Kleef begraven in een praalgraf in de Sint-Lambertuskerk in Düsseldorf. Architect Johann Pasqualini bouwde de crypte als familiegraf. Nadien verkochten kerkbestuurders de loden kisten voor 317 thaler en lieten de uit elkaar gevallen skeletten liggen op de keldervloer. Het schandaal kwam in 1819 aan het licht toen Jacoba von Baden, de schoondochter van Willem V, overgebracht werd naar deze rustplaats. De botten werden herkist en een tegelvloer maakte de ingang van de grafkelder van zo'n drie op vier meter onzichtbaar. In 1856 passeerden er nog eens grafschenners. Tijdens de Tweede Wereldoorlog maakte men een houten kader en een zandlaag rond het monument om schade bij bominslagen in te voorkomen. Niettemin raakte de kelder beschadigd.
Herstellingswerken aan de kerk in maart 1954 lieten toe dat de stadsarchitect Camp naar de kelder zocht. Hij ontdekte er twee geschonden loden kisten in een nis: een kleine kist met het gebeente van Jacoba en een grote met meerdere schedels en veel botten. Het betrof:
- Willem V van Kleef, Gulik en Berg
- Zijn zuster Amalia
- Zijn zoon Johan Willem
- Zijn voorouder Elisabeth van Berg
- Familieleden van zijn kleinzoon Wolfgang Willem van Palts-Neuburg die zelf niet in de kerk lag.

Pathologisch onderzoek identificeerde de resten en stelde dat Willem en Amalia ernstig misvormd raakten in de loop van hun leven, gezien hun verkromde wervelkolom waardoor ze onmiskenbaar chronische pijnen moeten hebben geleden.

## Voorouders
| Voorouders van Willem V van Kleef | Voorouders van Willem V van Kleef                                    | Voorouders van Willem V van Kleef                                    | Voorouders van Willem V van Kleef                                        | Voorouders van Willem V van Kleef                                        | Voorouders van Willem V van Kleef                                                | Voorouders van Willem V van Kleef                                                | Voorouders van Willem V van Kleef                                                | Voorouders van Willem V van Kleef                                                |
| --------------------------------- | -------------------------------------------------------------------- | -------------------------------------------------------------------- | ------------------------------------------------------------------------ | ------------------------------------------------------------------------ | -------------------------------------------------------------------------------- | -------------------------------------------------------------------------------- | -------------------------------------------------------------------------------- | -------------------------------------------------------------------------------- |
| Overgrootouders                   | Johan I van Kleef (1419-1481) ∞ Elisabeth van Bourgondië (1439-1483) | Johan I van Kleef (1419-1481) ∞ Elisabeth van Bourgondië (1439-1483) | Hendrik III van Hessen (1440-1483) ∞ Anna van Katzenelnbogen (1443-1494) | Hendrik III van Hessen (1440-1483) ∞ Anna van Katzenelnbogen (1443-1494) | Gerard van Gulik-Berg (1416-1475) ∞ Sofie van Saksen-Lauenburg (1444-1473)       | Gerard van Gulik-Berg (1416-1475) ∞ Sofie van Saksen-Lauenburg (1444-1473)       | Albrecht Achilles van Brandenburg (1414-1486) ∞ Anna van Saksen (1437-1512)      | Albrecht Achilles van Brandenburg (1414-1486) ∞ Anna van Saksen (1437-1512)      |
| Grootouders                       | Johan II van Kleef (1458-1521) ∞ Mathilde van Hessen (1473-1505)     | Johan II van Kleef (1458-1521) ∞ Mathilde van Hessen (1473-1505)     | Johan II van Kleef (1458-1521) ∞ Mathilde van Hessen (1473-1505)         | Johan II van Kleef (1458-1521) ∞ Mathilde van Hessen (1473-1505)         | Wilhelm IV/III van Gullik-Berg (1455-1511) ∞ Sibylle van Brandenburg (1467-1524) | Wilhelm IV/III van Gullik-Berg (1455-1511) ∞ Sibylle van Brandenburg (1467-1524) | Wilhelm IV/III van Gullik-Berg (1455-1511) ∞ Sibylle van Brandenburg (1467-1524) | Wilhelm IV/III van Gullik-Berg (1455-1511) ∞ Sibylle van Brandenburg (1467-1524) |
| Ouders                            | Johan III van Kleef (1490-1539) ∞ Maria van Gullik (1491-1543)       | Johan III van Kleef (1490-1539) ∞ Maria van Gullik (1491-1543)       | Johan III van Kleef (1490-1539) ∞ Maria van Gullik (1491-1543)           | Johan III van Kleef (1490-1539) ∞ Maria van Gullik (1491-1543)           | Johan III van Kleef (1490-1539) ∞ Maria van Gullik (1491-1543)                   | Johan III van Kleef (1490-1539) ∞ Maria van Gullik (1491-1543)                   | Johan III van Kleef (1490-1539) ∞ Maria van Gullik (1491-1543)                   | Johan III van Kleef (1490-1539) ∞ Maria van Gullik (1491-1543)                   |

## Galerij

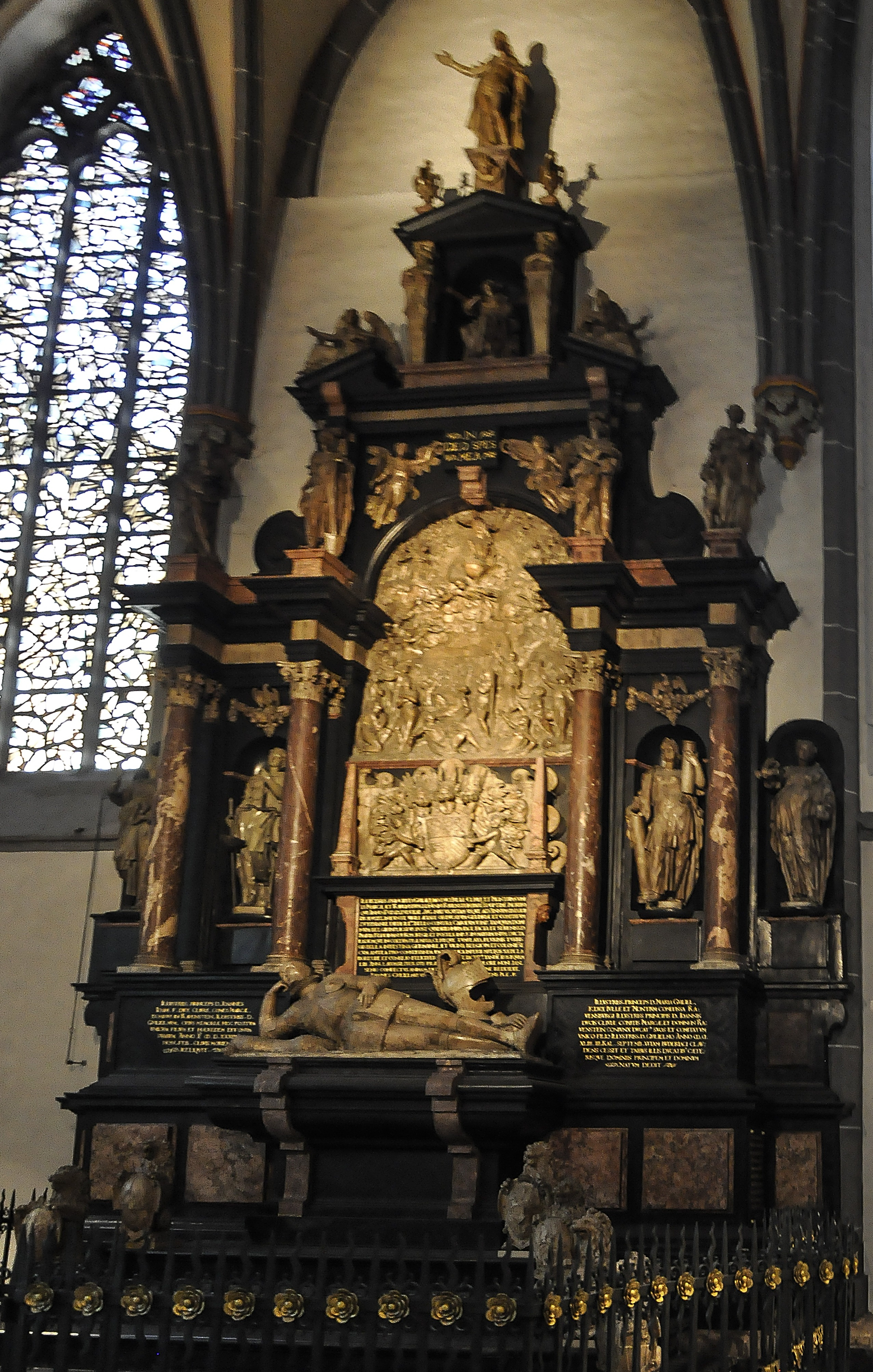
Willems tombe
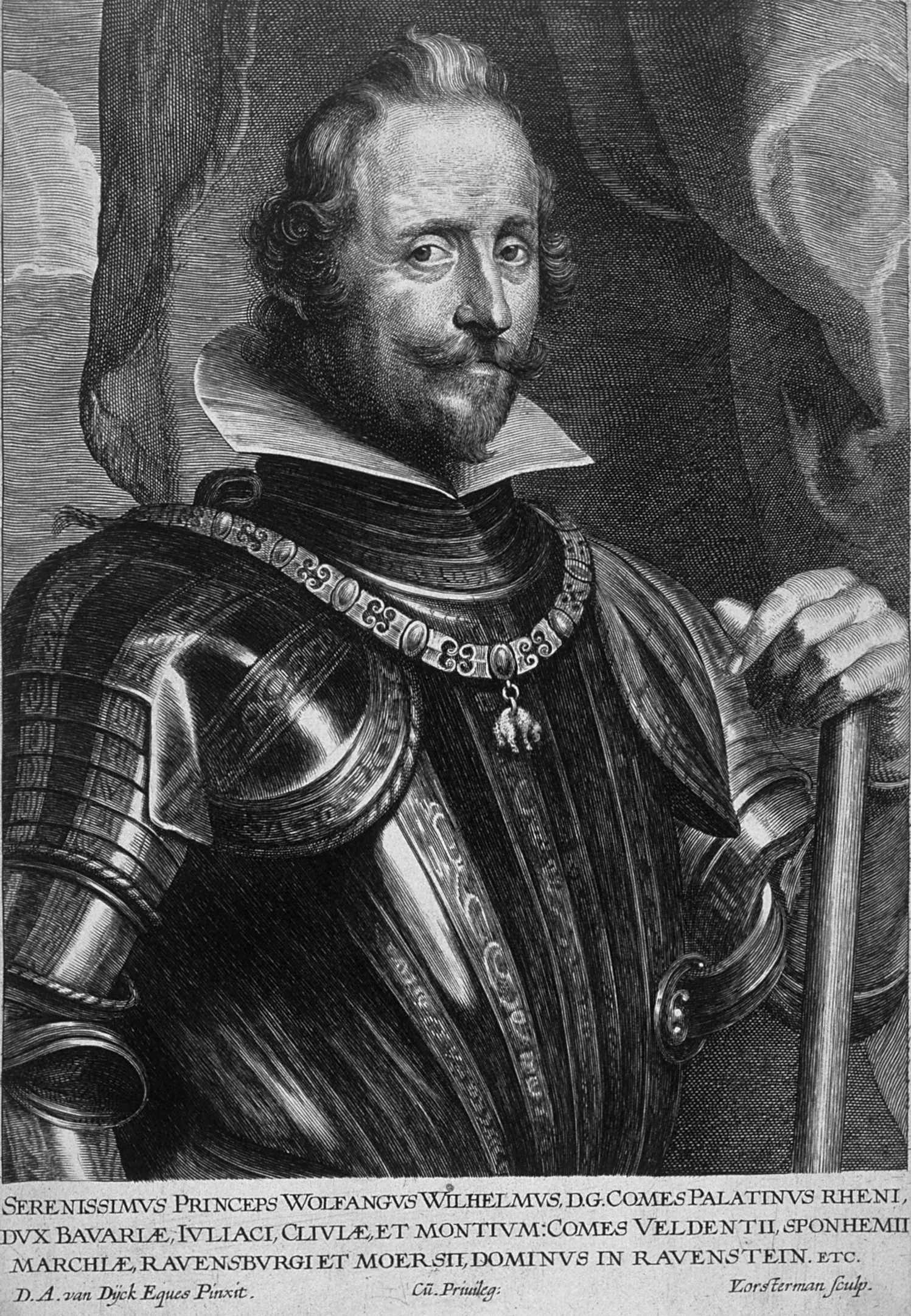
Wolfgang Willem van Palts-Neuburg, kleinzoon van Willem V, gravure van Lucas Vorsterman naar een portret van Anthony van Dyck
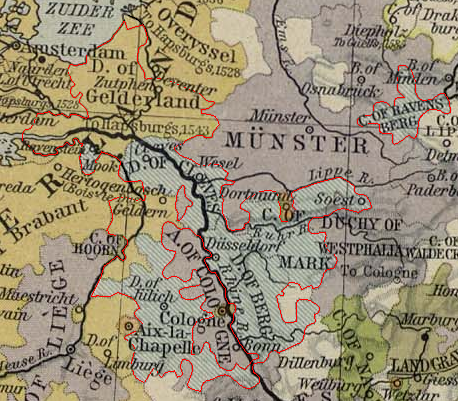
Willem V's bezittingen 1539-1543

## Bron
- HOORENS V. Een ketterse arts voor de heksen: Jan Wier (1515-1588), Bert Bakker, Amsterdam, 2011.